# Assassin's Creed: Lost Legacy
Assassin's Creed: Lost Legacy (укр. Кредо Асасина: Втрачена Спадщина) — скасована відеогра жанру пригодницького бойовика від компанії «Ubisoft», що створювалася суто для гральної системи «Nintendo 3DS». Розроблювалася канадським підрозділом компанії в Монреалі. За сюжетом, гравець/гравчиня відігравали б роль Еціо Аудиторе да Фіренце, який вирушив на Близький Схід у пошуках стародавньої твердині асасинів, щоб дізнатися походження Ордену. В липні 2010 року відеогра була офіційно представлена на виставці «Electronic Entertainment Expo», проте згодом, була скасована. Сюжет та більшість елементів перейшли до Assassin's Creed: Revelations, котра вийшла 2011 року та отримала схвальні відгуки від оглядачів і гравців.

## Сюжет
Еціо Аудиторе да Фіренце вирушає на Близький Схід у пошуках втраченого замку в Масьяфі, стародавньої фортеці асасинів, щоб дізнатися походження Ордену. Як було відомо, події відеогри мали відбуватися більш-менш одночасно з Assassin's Creed: Revelations, події якою проходять у XVI столітті. Після скасування, сюжет Lost Legacy майже повністю перейшов до Revelations.

## Історія
Уперше відеогра була представлена французькою компанією на щорічній відеоігровій виставці «Electronic Entertainment Expo» в липні 2010 року. Анонсування викликало доволі схвальні відгуки від відеоігрової спільноти. Передбачалося, що відеогра буде випущена суто для Nintendo 3DS — портативної гральної системи восьмого покоління. Проте після презентації відбулося певне затишшя для проєкту, оскільки припинилося поширення будь-якої інформації стосовно відеогри, що було незвичним як для проєкту, який був тільки-но привселюдно представлений. Згодом, почала з'являтися інформація про можливе закриття проєкту, що було підтверджено, зокрема, сценаристом Ubisoft Дарбі Макдевіттом, який заявив, що Lost Legacy більше немає. Проте він зазначив, що розроблення не було марним, оскільки ідеї LL більшою мірою передалися новій Assassin's Creed: Revelations, особливо в плані сюжету. Закриття проєкту також прокоментував співзасновник та головний виконавчий директор Ubisoft Ів Гіймо, відзначивши, що скасування відеогри ніяк не пов'язано із поганими продажами портативної Nintendo 3DS як платформи, таким чином відкинувши поширені до того чутки. Також він підтвердив наміри компанії почати випускати мобільні ігри серії «Assassin's Creed» для планшетних комп'ютерів.